# Jai Hindley
Jai Hindley (n. 5 mai 1996, Perth, Australia de Vest, Australia) este un ciclist australian membru al echipei Team Sunweb.

## Rezultate în Marile Tururi

### Turul Italiei
4 participări
- 2019: locul 35
- 2020: câștigător al etapei a 18-a
- 2021: nu a terminat competiția
- 2022: locul 1, câștigător al etapei a 9-a

### Turul Franței
1 participare
- 2023: câștigător al etapei a 5-a

### Turul Spaniei
1 participare
- 2018: locul 32